# Средска (община Призрен)
Вижте пояснителната страница за други значения на Средско.
 Тази статия е за селото в Косово.  За селото в България вижте Средска.  
Средска е село в община Призрен, Призренски окръг, Косово.

## География
Селото е разположено в северозападното подножие на Шар планина в района Средска Жупа по горното течение на река Призренска Бистрица и на главния път Призрен - Качаник – Скопие.

## История
Според български извори към 1917 г. село Срѣдска има 1092 жители. Богдан Филов посещава Средска жупа и даже констатира че по носии и обичаи, населението е много близко с българите от плевенските села.
В етнографската карта на Афанасий Селишчев към „Полог и его болгарское население“ (1929) Срецка е отбелязана като българско селище.
Жителите на Средска са християни, единствени сред околните мюсюлмански селища, регистрирани са като сърби в преброяванията.